# کارل شومان
کارل شومان (به آلمانی: Carl Schuhmann) ورزشکار مرد رشتهٔ کشتی، ژیمناستیک و وزنه‌برداری اهل آلمان است. وی در بین سال‌های ‎۱۸۹۶ میلادی در مسابقات بازی‌های المپیک تابستانی در مجموع ۴ مدال طلا را کسب کرد.

شومان با توجه به نتایح و مدال‌هایی که در رشته‌های گوناگون بدست آورد به عنوان موفق‌ترین ورزشکار نخستین دوره بازی‌های المپیک مدرن و نخستین مدال‌آور المپیک در تاریخ آلمان شناخته شد.

کارل شومان با شرکت در چندین رشته ورزشی در مسابقات المپیک ۱۸۹۶ آتن توانست در نهایت در رشته‌های پارالل، بارفیکس، پرش از خرک و کشتی فرنگی مدال طلا، در رشته وزنه‌برداری دوضرب به همراه گئورگیوس پاپاسیدریس با بالابردن وزنه ۹۰ کیلوگرم، مقام چهارم و در رشته پرش سه‌گام، مقام پنجم را بدست آورد.